# 雅穆索戈國際機場
雅穆索戈國際機場（法語：Aéroport international de Yamoussoukro）是一座位於象牙海岸首都雅穆索戈的國際機場，其主要民航業務為象牙海岸與西非國家之間的區域國際航線，但機場自2004年起由聯合國維持和平部隊接管，以供聯合國的人員進出以及對於該國救援物資的運補。

## 航空公司與目的地
| 航空公司 | 目的地                       |
| -------- | ---------------------------- |
| 联合国   | 自其他非洲營區運補物資的航班 |

6°54′11″N 5°21′56″W / 6.90317°N 5.36558°W